# شركة بكرة الميوتوسكوب العالمية
شركة بكرات الميوتوسكوب العالمية هي شركة تأسست في بدايات العقد العشرين من القرن العشرين لغرض إنتاج آلات الميوتسكوب وبكرات الصور المتحركة الخاصة بها، واستكملت بعدها إنتاج آلات الساباط، متضمنةً آلة القبضة حتى عام 1949م.

## التاريخ
الميوتوسكوب كان عارض صور متحركة صُنّع لأول مرة من قبل شركة الميوتوسكوب والبايوغراف الأمريكية، وعُرفت لكونها واحدة من أوائل الشركات التي عملت على صناعة آلات ومعارض الصور المتحركة قديماً. تغيّر توجه الشركة تدريجياً مع الوقت حتى أخذت بالتركيز على إنتاج وعرض الصور المتحركة. في بدايات عشرينيات القرن العشرين، توقفت عن إنتاج كلٍّ من الميوتوسكوب وبكرات الأفلام الخاصة بها. أنتجت الشركة كذلك معارض صور رواقية تحت اسم «فوتوماتيك».